# Pasquale Leonardi Cattolica
Il conte Pasquale Leonardi Cattolica (Napoli, 12 febbraio 1854 – Roma, 26 marzo 1924) è stato un politico e ammiraglio italiano.
Fu ministro della Marina del Regno d'Italia.

## Biografia
Dopo gli studi alla Real Accademia di Marina, dalla quale uscì con il grado di guardiamarina, si laureò in ingegneria a Napoli. Con il grado di capitano di corvetta insegnò idrografia all'Accademia Navale. Quindi diresse l'Istituto idrografico della Marina di Genova.
Nominato nel 1907 contrammiraglio, fu membro del Consiglio superiore della Marina e poi comandante di una divisione navale del Mediterraneo. Nel 1910 fu nominato senatore del Regno d'Italia, e in seguito divenne titolare del Ministero della Marina sotto i governi Luzzatti e Giolitti IV, fino al 1913. Nel 1911 era stato promosso viceammiraglio. Dopo il dicastero fu nominato comandante del Dipartimento marittimo di Napoli; dal 1916 fu presidente del Consiglio superiore della Marina fino al 1º febbraio 1917, quando passò nella riserva e fu insignito del titolo di conte.
Accademico dei Lincei, si fece promotore del primo istituto superiore di studi nautici in Italia, il Regio Istituto navale di Napoli che nacque nel 1920 e che fu da lui diretto fino alla sua morte, avvenuta nel 1924.